# Grb Tadžikistana
Grb Tadžikistana je izmijenjena inačica grba Tadžičke SSR, a na snazi je od 1991. U sredini grba nalazi se kruna, kao i na državnoj zastavi, a ispod grba knjiga i Pamir planine. Sa strane se nalaze strukovi pšenice i pamuka omotani zastavom Tadžikistana.

## Također pogledajte
- Zastava Tadžikistana